# Jordskælvet i Pichilemu 2010
Jordskælvet i Pichilemu var et meget kraftigt jordskælv på 7,0 Mw, der havde sit epicenter godt 20 km nø for havnebyen Pichilemu i den chilenske region O'Higgins den 11. marts 2010. Hypocentret lå ca. 18 km under overfladen.